# Vanessa Redgraveová
Vanessa Redgraveová, CBE (Redgrave; * 30. ledna 1937 Greenwich, Londýn) je britská herečka a politická aktivistka. Patří mezi významné představitelky britské herecké a divadelnické rodiny Redgraveových, je držitelkou cen Tony, Grammy, Bafta, Zlatého glóbu a Oscara.
Redgraveová pochází z významné a početné herecké rodiny, jejíž umělecké kořeny spadají do 19. století. Oba její rodiče Michael Redgrave a Rachel Kempsonová byli herci. Britskou hereckou školu Central School of Speech and Drama ukončila v roce 1957 a od té doby hraje divadlo. Svou první významnou divadelní roli Redgraveová dostala v roce 1961 v Britské královské shakespearovské společnosti. Během své více než šedesátileté kariéry u filmu i v televizi vystupovala ve více než 80 filmech. Její dcery Natasha Richardson a Joely Richardsonová (otec režisér Tony Richardson) se také staly herečkami. Jejím druhým manželem je herec Franco Nero.
Kromě herectví Redgraveová proslula také svými bohatými politickými aktivitami a občanskou angažovaností.

## Filmografie

### Film
| Rok  | Název                                 | Role                              | Režie                  | Poznámka                                                           |
| ---- | ------------------------------------- | --------------------------------- | ---------------------- | ------------------------------------------------------------------ |
| 1966 | Zvětšenina                            | Jane                              | Michelangelo Antonioni |                                                                    |
| 1966 | Morgan, případ zralý k léčení         | Leonie Delt                       | Karel Reisz            | Nominace – Oscar za nejlepší ženský herecký výkon v hlavní roli    |
| 1966 | Člověk do každého počasí              | Anne Boleyn                       | Fred Zinnemann         |                                                                    |
| 1967 | Námořník z Gibraltaru                 | Sheila                            | Tony Richardson        |                                                                    |
| 1967 | Camelot                               | Guinevere                         | Joshua Logan           |                                                                    |
| 1968 | Útok lehké kavalerie                  | Clarissa Morris                   | Tony Richardson        |                                                                    |
| 1968 | Tiché místo na venkově                | Flavia                            | Elio Petri             |                                                                    |
| 1968 | Lásky Isadory Duncanové               | Isadora Duncan                    | Karel Reisz            | Nominace – Oscar za nejlepší ženský herecký výkon v hlavní roli    |
| 1969 | Jaká to rozkošná válka!               | Sylvia Pankhurst                  | Richard Attenborough   |                                                                    |
| 1971 | Marie Stuartovna, královna skotská    | Marie Stuartovna                  | Charles Jarrott        | Nominace – Oscar za nejlepší ženský herecký výkon v hlavní roli    |
| 1971 | Ďáblové                               | Jeanne des Anges                  | Ken Russell            |                                                                    |
| 1974 | Vražda v Orient expresu               | Mary Debenham                     | Sidney Lumet           |                                                                    |
| 1976 | Sherlock Holmes ve Vídni              | Lola Deveraux                     | Herbert Ross           |                                                                    |
| 1977 | Julia                                 | Julia                             | Fred Zinnemann         | Vítězka – Oscar za nejlepší ženský herecký výkon ve vedlejší roli  |
| 1979 | Medvědí ostrov                        | Heddi Lindguist                   | Don Sharp              |                                                                    |
| 1979 | Agatha                                | Agatha Christie                   | Michael Apted          |                                                                    |
| 1979 | Amíci                                 | Helen                             | John Schlesinger       |                                                                    |
| 1983 | Sing Sing                             | královna                          | Sergio Corbucci        |                                                                    |
| 1984 | Bostoňanky                            | Olive Chancellor                  | James Ivory            | Nominace – Oscar za nejlepší ženský herecký výkon v hlavní roli    |
| 1985 | Parní lázně                           | Nancy                             | Joseph Losey           |                                                                    |
| 1985 | Městečko Wetherby                     | Jean Travers                      | David Hare             |                                                                    |
| 1986 | Comrades                              | Violet Carlyle                    | Bill Douglas           |                                                                    |
| 1987 | Nastražte uši                         | Peggy Ramsay                      | Stephen Frears         |                                                                    |
| 1992 | Rodinné sídlo                         | Ruth Wilcox                       | James Ivory            | Nominace – Oscar za nejlepší ženský herecký výkon ve vedlejší roli |
| 1993 | Spoutaná láska                        | sestra Agata                      | Franco Zeffirelli      |                                                                    |
| 1993 | Dům duchů                             | Nivea del Valle                   | Bille August           |                                                                    |
| 1994 | Malá Oděsa                            | Irina Shapira                     | James Gray             |                                                                    |
| 1995 | Měsíc u jezera                        | slečna Bentleyová                 | John Irvin             |                                                                    |
| 1996 | Mission: Impossible                   | Max                               | Brian De Palma         |                                                                    |
| 1997 | Vzpomínky                             | Skelly                            | Henry Jaglom           |                                                                    |
| 1997 | Stopy ve sněhu                        | Elsa Lubing                       | Bille August           |                                                                    |
| 1997 | Oscar Wilde                           | Speranza Wilde                    | Brian Gilbert          |                                                                    |
| 1997 | Mrs. Dalloway                         | Clarissa Dalloway                 | Marleen Gorris         |                                                                    |
| 1998 | Lulu na mostě                         | Catherine Moore                   | Paul Auster            |                                                                    |
| 1998 | Drtivý dopad                          | Robin Lerner                      | Mimi Leder             |                                                                    |
| 1999 | Narušení                              | Sonia Wick                        | James Mangold          |                                                                    |
| 1999 | Kolébka ve větru                      | Constance LaGrange                | Tim Robbins            |                                                                    |
| 2000 | Hlasy andělů                          | Maddy Bennett                     | Peter O'Fallon         |                                                                    |
| 2001 | Přísaha                               | Annalise Hansen                   | Sean Penn              |                                                                    |
| 2002 | Zločin a trest                        | Rodianova matka                   | Menachem Golan         |                                                                    |
| 2005 | Bílá hraběnka                         | Vera Belinskya                    | James Ivory            |                                                                    |
| 2006 | Venuše                                | Valerie                           | Roger Michell          |                                                                    |
| 2006 | Pán zlodějů                           | sestra Antonia                    | Richard Claus          |                                                                    |
| 2007 | Ten večer                             | Ann Lord                          | Lajos Koltai           |                                                                    |
| 2007 | Pokání                                | Briony Tallis (starší)            | Joe Wright             |                                                                    |
| 2010 | Informátorka                          | Madeleine Rees                    | Larysa Kondracki       |                                                                    |
| 2010 | Dopisy pro Julii                      | Claire Smith-Wyman                | Gary Winick            |                                                                    |
| 2011 | Auta 2                                | Topolinova máma a královna (hlas) | John Lasseter          |                                                                    |
| 2013 | Komorník                              | Annabeth Westfall                 | Lee Daniels            |                                                                    |
| 2014 | Hon na lišku                          | Jean du Pont                      | Bennett Miller         |                                                                    |
| 2016 | Tajný deník                           | Roseanne McNulty (starší)         | Jim Sheridan           |                                                                    |
| 2017 | Filmové hvězdy neumírají v Liverpoolu | Jeanne McDougall                  | Paul McGuigan          |                                                                    |
| 2019 | Paní Lowryová a syn                   | Elizabeth Lowry                   | Adrian Noble           |                                                                    |
| 2019 | Georgetown                            | Elsa Brecht                       | Christoph Waltz        |                                                                    |
| 2021 | Jak se najít                          | Cathleen Sweeney                  | Brian Baugh            |                                                                    |

### Televize
| Rok       | Název                        | Role                 | Poznámka    |
| --------- | ---------------------------- | -------------------- | ----------- |
| 1980      | Hraní o čas                  | Fania Fénelon        | TV film     |
| 1985      | Tři dukáty pro Sarah         | Sarah Cloyce         | hlavní role |
| 1988      | Muž do nepohody              | Alice More           | TV film     |
| 1991      | Mladá Kateřina Veliká        | Alžběta Petrovna     | TV film     |
| 1991      | Co se stalo s Baby Jane?     | Blanche Hudson       | TV film     |
| 1997      | Něžná mafie                  | Graziella Luciano    | TV film     |
| 2000      | Kdyby zdi mohly mluvit 2     | Edith Tress          | TV film     |
| 2001      | Jack a stonek fazole         | hraběnka Wilhelmina  | TV film     |
| 2002      | Stahující se mračna          | Clementine Churchill | TV film     |
| 2003      | Byron                        | Elizabeth Lamb       | TV film     |
| 2004–2009 | Plastická chirurgie s. r. o. | Erica Noughton       | 10 dílů     |
| 2009      | Den trifidů                  | Durrant              | minisérie   |
| 2013      | Třináctý příběh              | Vida Winter          | TV film     |
| 2017      | Muž v oranžové košili        | Flora                | minisérie   |